# Osada kolejowa

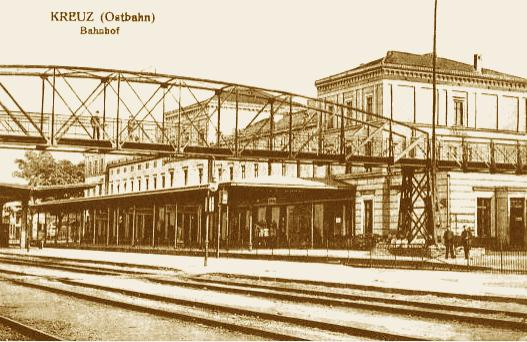
Osada kolejowa

Osada kolejowa – osiedle lub miasto powstałe wokół stacji kolei lub na skrzyżowaniu dróg kolejowych.
Przykładami takich miejscowości są Karsznice, Stacja Małogoszcz, Krzyż Wielkopolski i Zbąszynek w Polsce, a za granicą np. Langå w Danii czy Nampa w USA.